# Giovanni Andrea Bussi
Pour les articles homonymes, voir Bussi.
Giovanni Andrea Bussi (1417- 1475) est un évêque, bibliothécaire et un humaniste italien du XVe siècle. Connu également comme Jean d'Aleria ou Jean Andreas.
Il est le premier à utiliser l'expression media tempestas (« saison intermédiaire ») en 1469 pour désigner la période entre l'Antiquité et son époque, qui va être adapté en "Moyen Âge" plus tard.

## Biographie
Né à Vigevano, dans l'actuelle province de Pavie, en Lombardie, Giovanni Andrea Bussi vient à Rome, où il vécut plusieurs années dans une grande misère. Ses capacités furent remarquées par le cardinal de Cusa puis par le cardinal Bessarion. Il devint évêque d'Accia en 1461  puis d'Aléria en 1466, deux pauvres diocèses corses. Sa collaboration avec les imprimeurs Arnold Pannartz et Konrad Sweynheim commence déjà en 1468, sous le règne de Paul II connu pour son opposition à l'humanisme romain. C'est sous son successeur, Sixte IV que Bussi reçut la charge de la bibliothèque pontificale et de secrétaire du pape, entre décembre 1471 et janvier 1472 seulement.
Il utilise une prélude de l'expression de « Moyen Âge », qui apparut pour la première fois en latin en 1469 sous la forme de media tempestas (« saison intermédiaire ») dans l'avant-propos de son Éloge de Nicolas de Cues.
Bussi n'attendit pas cette fonction pour s'atteler à la recherche des manuscrits et à la révision des textes, corrigea les épreuves, rédigea des préfaces et fut l'un des principaux promoteurs de l'imprimerie en Italie. Mais c'est comme éditeur des principaux textes de l'Antiquité qu'il est passé à la postérité.
Ses contemporains lui ont reproché la hâte avec laquelle il préparait l'édition scientifique des textes : Niccolò Perotti (1430-1480) critique ainsi vivement l’édition de 1470 de l’Histoire naturelle de Pline, et la seconde édition de ce texte en 1473 chez Pannartz et Sweynheim sera celle de Perroti. Bussi était lui-même conscient de ces imperfections et cherchait à améliorer ses rééditions.
Il est mort à Rome, le 4 février 1475 à Rome et il est vraisemblable qu'il ne se rendit jamais en Corse. Sa bibliothèque fut dispersée. Quelques-uns de ses manuscrits figurent cependant dans les collections vaticanes.